# Cambyse Ier
Pour les articles homonymes, voir Cambyse.
Cambyse Ier († 559 av. J.-C.) est un membre de la dynastie des Achéménides, souverain d'Anshan  (c. 600 av. J.-C. – 559 av. J.-C.) ; il est le fils cadet de Cyrus Ier, le frère d'Arukku et le père de Cyrus II. 
Son nom grec est ΚΑΜΒΎΣΗΣ et son nom latin CAMBYSES.  
Selon Hérodote, Cambyse est un vassal du roi des Mèdes Astyage, dont il épouse la fille Mandane. Il peut revendiquer la même naissance aristocratique que son beau-père, puisqu'il descend d'un plus ou moins mythique Achéménès dont lui et ses successeurs portent et porteront toujours avec fierté le nom, qui seront les Achéménides. Il est, à la troisième génération, après Teispès, son grand-père (678-640), son oncle Ariaramnès (640-590), son cousin Arsamès, roi de Persua, et, à la seconde, après son père Cyrus Ier (640-600), roi de Parsumah et de la ville d'Anshan. 
Son peuple, les Perses, est proche parent de celui avec lequel il vient de s'allier, et l'un et l'autre sont arrivés à peu près en même temps sur le plateau iranien ; s'il n'a pas fondé l'Empire, il s'est déjà beaucoup illustré ; il est puissant, surtout depuis qu'il a occupé le Fars.